# Jurandil dos Santos Juarez
Jurandil dos Santos Juarez (Afuá, 12 de março de 1950) é um economista, professor universitário e político brasileiro, com atuação no estado do Amapá, filiado ao Partido Republicano da Ordem Social (PROS).
Jurandil Juarez foi vereador em Macapá e deputado federal pelo estado do Amapá.

## Atividades partidárias
- Primeiro vice-presidente do Diretório Regional do PMDB no Amapá, no período de 1982 a 1985
- Líder do PMDB da Câmara dos Vereadores de Macapá (1986-1988 e 1997-1998)
- Delegado representante, Diretório Nacional do PMDB.

## Atividades profissionais e cargos públicos
- Secretário de finanças do governo do Estado do Amapá (1985-1986)
- Professor de direito da Universidade Federal do Amapá (1994)
- Professor de história do pensamento econômico no curso de história da Universidade Federal do Amapá (1994)
- Professor de economia e mercado no curso de secretariado executivo da Universidade Federal do Amapá (1994)
- Professor de macroeconomia no Centro de Ensino Superior do Amapá - CEAP
- Coordenador de planejamento, ASTER-AMAPÁ
- Secretário executivo, ASTER-AMAPÁ
- Secretário de estado da Indústria, Comércio e Mineração (1 de janeiro de 2003 a 31 de dezembro de 2004)
- Secretário de estado do Planejamento, Orçamento e Tesouro (1 de janeiro de 2005 a )
- Diretor executivo da TV Equinócio, afiliada da Rede Record no Amapá (2015)